# Andrea Vendrame
Andrea Vendrame (ur. 20 lipca 1994 w Conegliano) – włoski kolarz szosowy.

## Osiągnięcia
Opracowano na podstawie:

2015
- 1. miejsce w Giro del Belvedere

2016
- 3. miejsce w mistrzostwach Europy U23 (start wspólny)
- 2. miejsce w Ruota d’Oro
- 2. miejsce w Piccolo Giro di Lombardia

2017
- 1. miejsce na 7. etapie Tour de Bretagne
- 1. miejsce w klasyfikacji górskiej Quatre Jours de Dunkerque

2018
- 3. miejsce w Paryż-Camembert

2019
- 3. miejsce w GP Industria & Artigianato di Larciano
- 1. miejsce na 4. etapie Circuit de la Sarthe
- 2. miejsce w Tour du Finistère
- 1. miejsce w Tro Bro Leon

2021
- 1. miejsce na 12. etapie Giro d’Italia
- 1. miejsce w klasyfikacji punktowej Route d’Occitanie
  - 1. miejsce na 1. etapie
- 2. miejsce w Classic Grand Besançon Doubs

2023
- 3. miejsce w Muscat Classic
- 2. miejsce w Trofeo Laigueglia

## Rankingi
| Rok             | 2015 | 2016 | 2017 | 2018 | 2019 | 2020 | 2021 | 2022 | 2023 | 2024 |
| --------------- | ---- | ---- | ---- | ---- | ---- | ---- | ---- | ---- | ---- | ---- |
| World Ranking   |      | 448. | 315. | 370. | 81.  | 74.  | 163. | 198. | 131. | 166. |
| UCI Europe Tour | 247. | 240. | 144. | 193. | 67.  | 61.  | 141. | 161. | -    | 136. |
|                 |      |      |      |      |      |      |      |      |      |      |
| Źródło: UCI     |      |      |      |      |      |      |      |      |      |      |